# Kostas Akrivos

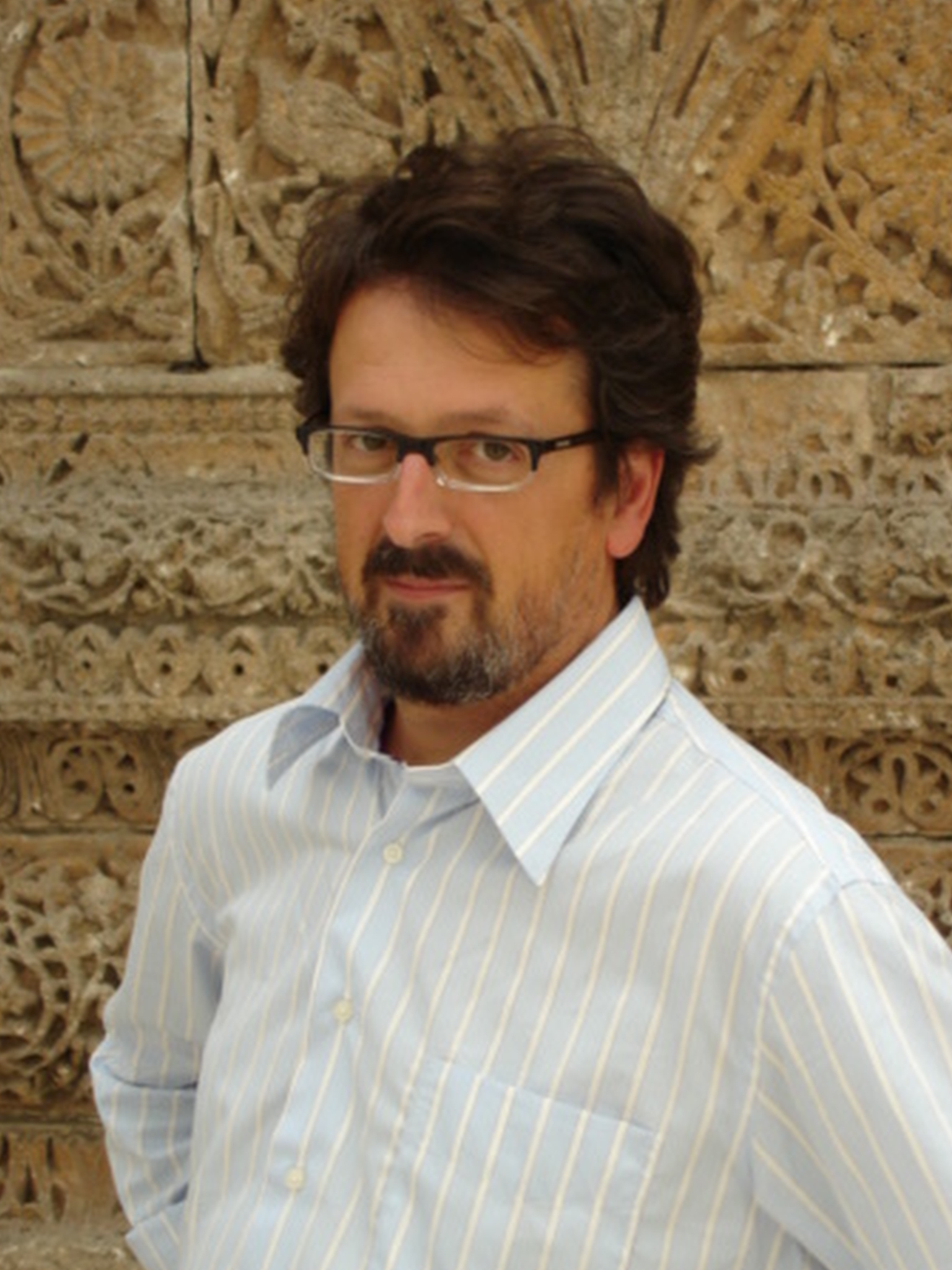
Kostas Akrivos (2005)

Kostas Akrivos (griechisch Κώστας Ακρίβος, * 29. März 1958 in Glafyra, Volos, Griechenland) ist ein griechischer Schriftsteller.

## Leben
Nach dem Besuch eines kirchlichen Internats studierte Kostas Akrivos Mittelalterliche und Neuere Griechische Literatur. Seit 1983 arbeitet er als Lehrer für Neugriechisch in der Sekundarstufe. Er ist mit einer Lehrerin verheiratet. 1985 gewann er mit einer Kurzgeschichte den 1. Preis für junge Autoren bei einem Wettbewerb der Zeitung Ta Nea. Seither hat er zahlreiche Erzählungen, Biografien, Romane und auch Lehrbücher für das Gymnasium veröffentlicht. Im November 2012 war er mit seinem Roman Ποιος θυμάται τον Αλφόνς (Wer erinnert sich an Alfons), deutscher Titel: Alfons Hochhauser – der Barfußprophet von Pilion auf einer Lesereise in Berlin, Leipzig, Köln, Burg Ludwigstein und Bad Homburg vor der Höhe.

## Werke (Auswahl)
- (2021) Πότε διάβολος πότε άγγελος, Roman
- (2018) Γάλα μαγνησίας, Prosa
- (2016) Τελευταία νέα από την Ιθάκη, Roman
- (2014) Κίτρινο ρώσικο κερί, Roman
- (2013) Αλλάζει πουκάμισο το φίδι, Roman
- (2010) Ποιος θυμάται τον Αλφόνς, Roman, Alfons Hochhauser – Der Barfußprophet von Pilion, dt. von Hans-Bernhard Schlumm, Größenwahn Verlag, Frankfurt a. M., 2012 (derzeit vergriffen)
- (2009) Τελετές ενηλικίωσης, Kurzgeschichte
- (2007) Πανδαιμόνιο, Roman, Pandämonium – Ein Klosterthriller vom Berg Athos, dt. von Nicola Schüle-Maniatopoulos, Waldgut Verlag,                                               Frauenfeld (CH), im Januar 2013 erschienen
- (2006) Στρατής Δούκας, Biographie
- (2005) Καιρός για θαύματα, Roman
- (2004) Να μαθαίνω γράμματα..., Lehrbuch
- (2003) Σφαίρα στο βυζί, Kurzgeschichte
- (2002) Φωνές στην έρημο, Novelle
- (2001) Κίτρινο ρώσικο κερί, Prosa
- (1999) Το γέλιο της έκτης μέρας, Roman
- (1997) Στο κάτω κάτω της γραφής είναι ένα ψέμα, Roman
- (1995) Αλλοδαπή, Kurzgeschichte
- (1993) Η δοτική του χάους, Prosa

Kostas Akrivos ist außerdem an verschiedenen Anthologien als Autor beteiligt und Herausgeber der Anthologiereihe Μια πόλη στη λογοτεχνία (Eine Stadt in der Literatur), die inzwischen 18 Bände umfasst, in denen das zeitgenössische und historische literarische Leben griechischer Städte beschrieben wird – einschließlich Konstantinopel, Smyrna und Alexandria. Beim Band zu seiner Heimatstadt Volos ist Akrivos neben Herausgeber auch Kurator und mit einem eigenen Beitrag als Autor vertreten.

## Wer erinnert sich an Alfons?
Besondere Aufmerksamkeit bewirkt der deutsche Vorname im Titel eines griechischen Romans. In der deutschen Übersetzung von Hans-Bernhard Schlumm wird aus dem Namen kein Geheimnis mehr gemacht: Alfons Hochhauser – der Barfußprophet von Pilion. Der Österreicher Alfons Hochhauser, der schon in den Griechenlandromanen von Werner Helwig die Leitfigur ist und als Mitarbeiter des Tauchpioniers Hans Hass in dessen Filmen zu sehen ist; er ist der Protagonist des Romans. Der Erzähler erinnert sich nach der morgendlichen Lektüre eines Zeitungsartikels über Hochhauser vage, schon als Kind von diesem merkwürdigen Menschen gehört zu haben. Sofort beginnt er eine ungeduldige Suche nach allen verfügbaren Informationen über ihn und lässt den Leser teilhaben am fesselnden Abenteuer seiner umfangreichen Recherchen: Er befragt seine Eltern, Journalisten, Schriftstellerkollegen und immer neue griechische und deutsche Zeitzeugen, er recherchiert im Internet und in Archiven und wertet Tagebücher und Aufzeichnungen von Hochhauser selbst aus. Dokumente in Deutsch lässt er sich übersetzen und sucht nach Spuren in den Griechenland-Romanen von Werner Helwig und in den Filmen und Expeditionsberichten des Meeresforschers Hans Hass. Im Pilion, der Gebirgslandschaft bei Volos, besucht der Erzähler die Orte, wo Hochhauser sich aufgehalten hat.
Dieser spannende Prozess lässt vor den Augen des Lesers ein immer lebendigeres Bild der Persönlichkeit Hochhausers entstehen. Dabei fallen aber auch dunkle Schatten auf dieses Bild des freiheitsliebenden Eigenbrötlers: Seine Verwicklungen in die Dynamitfischerei. Hat er bei der Bergung und Unterschlagung von antiken Fundstücken geholfen? Und ganz zentral: War er ein Nazi? Hat er für Deutschland spioniert? Welche Rolle spielte er wirklich während der deutschen Besatzung in Griechenland?
Während der Recherchen fragt sich der Erzähler immer wieder, warum ihn dieser Mensch so fasziniert, obgleich er doch ein völlig anderes Leben führt und es ihm unmöglich wäre, derart unabhängig, bedürfnislos und ungesichert zu existieren. „Es war, als hätte ich im Spiegel seines Lebens ein Abbild meines eigenen gesehen, aber verkehrt: alles, was er vollbracht hat und was auch ich gern vollbracht hätte, aber nie fertiggebracht habe: wundersame Reisen, Abenteuer, außergewöhnliche Erlebnisse, starke Emotionen. Mit wenigen Worten ein mitreißendes, besonderes Leben“. Und dann ist da der Tod des Protagonisten, der den Erzähler tief beeindruckt. Von Anfang an nimmt er sich vor, den Bergrücken zu besteigen, auf dem Hochhauser im Januar 1981 selbstbestimmt erfror. Dieses Vorhaben zieht sich wie ein nicht eingelöstes Versprechen durch den Roman. Erst ganz am Ende gelingt die Unternehmung und wird zum „Reifezeugnis“ des Erzählers und zum Kairos, dem richtigen Zeitpunkt. Nun kann er den Roman schreiben.
Mit seinem Hochhauser-Roman möchte Kostas Akrivos aber seinen Lesern nicht nur eine beeindruckende Persönlichkeit nahebringen, er möchte eine Antwort auf die tiefe Krise geben, in der sich sein Land befindet. Einige Sätze aus einem Interview mit ihm mögen dies belegen:
„Ich bin der Meinung, dass jetzt auch die griechische Prosaschriftstellerei  ihre goldene Chance hat, nämlich die, mit Wagemut die Müllgrube zu beschreiben, in die wir gefallen sind und gleichzeitig auf ihre Art Wege der Lebensrettung zu weisen, die wir gehen können, um uns zu retten“.
„Was wir meiner Ansicht nach brauchen, ist der klare Blick, besonders des Anderen, des „Fremden“ auf die Prinzipien, die unsere Kultur bilden. Denn heute bezahlen wir für die Arroganz der letzten Jahre. Wie wenig haben wir uns gekümmert um den Heimatlosen, um den Mann, der die Hand ausstreckte nach unserer Freigebigkeit, und wir haben ihn verleugnet, eingetaucht ins Wohlleben des Lifestyle, des Plastic-Lebens und der leichten, schnellen Bereicherung. Alfons, das sage ich mit allem Kummer, war der griechischste Mensch, den ich kennenlernte. Wollte Gott, er hätte Nachfahren hinterlassen“.